# دوراهي سفيدار (دشت روم)
دوراهي سفیدار (بالفارسية: دوراهی سفیدار) هي قرية تقع في إيران في قسم دشت روم الريفي. يقدر عدد سكانها بـ 42 نسمة بحسب إحصاء 2016.